# Női +75 kg-os súlyemelés a 2008. évi nyári olimpiai játékokon
A 2008. évi nyári olimpiai játékokon a súlyemelés női +75 kg-os versenyszámát augusztus 16-án rendezték.

## Rekordok
A versenyt megelőzően a következő rekordok voltak érvényben:
| Világrekord     | Szakítás    | Mu Shuangshuang (CHN) | 139 kg | Doha, Katar         | 2006. december 6.    |
| Világrekord     | Lökés       | Tang Kung-Hung (CHN)  | 182 kg | Athén, Görögország  | 2004. augusztus 21.  |
| Világrekord     | Összesített | Mu Shuangshuang (CHN) | 319 kg | Csiangmaj, Thaiföld | 2007. szeptember 26. |
| Olimpiai rekord | Szakítás    | Ting Mej-jüan (CHN)   | 135 kg | Sydney, Ausztrália  | 2000. szeptember 22. |
| Olimpiai rekord | Lökés       | Tang Kung-Hung (CHN)  | 182 kg | Athén, Görögország  | 2004. augusztus 21.  |
| Olimpiai rekord | Összesített | Tang Kung-Hung (CHN)  | 305 kg | Athén, Görögország  | 2004. augusztus 21.  |

A versenyen új világ- és olimpiai rekord született:
| Szakítás    | Csang Miran (KOR) | 140 kg | Peking, Kína | 2008. augusztus 16. |
| Lökés       | Csang Miran (KOR) | 186 kg | Peking, Kína | 2008. augusztus 16. |
| Összesített | Csang Miran (KOR) | 326 kg | Peking, Kína | 2008. augusztus 16. |

## Eredmények
Az eredmények kilogrammban értendők. A rövidítések jelentése a következő:
- WR: világrekord
- DNF: érvényes kísérlet nélkül

### Végeredmény
| H     | Név                 | Nemzet                 | Cs | Súly   | Szakítás | Szakítás | Szakítás | Szakítás | Lökés | Lökés | Lökés | Lökés  | Össz.  |
| H     | Név                 | Nemzet                 | Cs | Súly   | 1        | 2        | 3        | E        | 1     | 2     | 3     | E      | Össz.  |
| ----- | ------------------- | ---------------------- | -- | ------ | -------- | -------- | -------- | -------- | ----- | ----- | ----- | ------ | ------ |
| Arany | Csang Miran         | Dél-Korea (KOR)        | A  | 116,75 | 130      | 136      | 140      | 140 WR   | 175   | 183   | 186   | 186 WR | 326 WR |
| Ezüst | Olha Korobka        | Ukrajna (UKR)          | A  | 166,97 | 120      | 124      | 127      | 124      | 150   | 153   | -     | 153    | 277    |
| Bronz | Marija Graboveckaja | Kazahsztán (KAZ)       | A  | 112,93 | 115      | 115      | 120      | 120      | 145   | 150   | 150   | 150    | 270    |
| 4.    | Ele Opeloge         | Szamoa (SAM)           | A  | 123,89 | 113      | 116      | 119      | 119      | 145   | 150   | 152   | 150    | 269    |
| 5.    | Mariam Usman        | Nigéria (NGR)          | A  | 115,30 | 115      | 115      | 120      | 115      | 145   | 150   | 156   | 150    | 265    |
| 6.    | Cheryl Haworth      | Egyesült Államok (USA) | A  | 136,29 | 112      | 115      | 118      | 115      | 140   | 144   | 150   | 144    | 259    |
| 7.    | Julija Dovhal       | Ukrajna (UKR)          | A  | 96,05  | 114      | 114      | 118      | 118      | 140   | 140   | 147   | 140    | 258    |
| 8.    | Deborah Lovely      | Ausztrália (AUS)       | A  | 94,19  | 109      | 113      | 115      | 113      | 135   | 135   | 140   | 135    | 248    |
| 9.    | Viktoría Mavrídu    | Görögország (GRE)      | A  | 102,15 | 100      | 105      | 110      | 105      | 121   | 126   | 128   | 126    | 231    |
| 10.   | Cristina Cornejo    | Peru (PER)             | A  | 117,50 | 93       | 97       | 99       | 97       | 123   | 128   | 130   | 128    | 225    |
|       | Eva Dimas           | Salvador (ESA)         | A  | 86,85  | 100      | 105      | 105      | 105      | 125   | 127   | 127   | DNF    | DNF    |